# Parada de Tibães
Parada de Tibães ist ein Ort und eine ehemalige Gemeinde (Freguesia) im Norden Portugals.

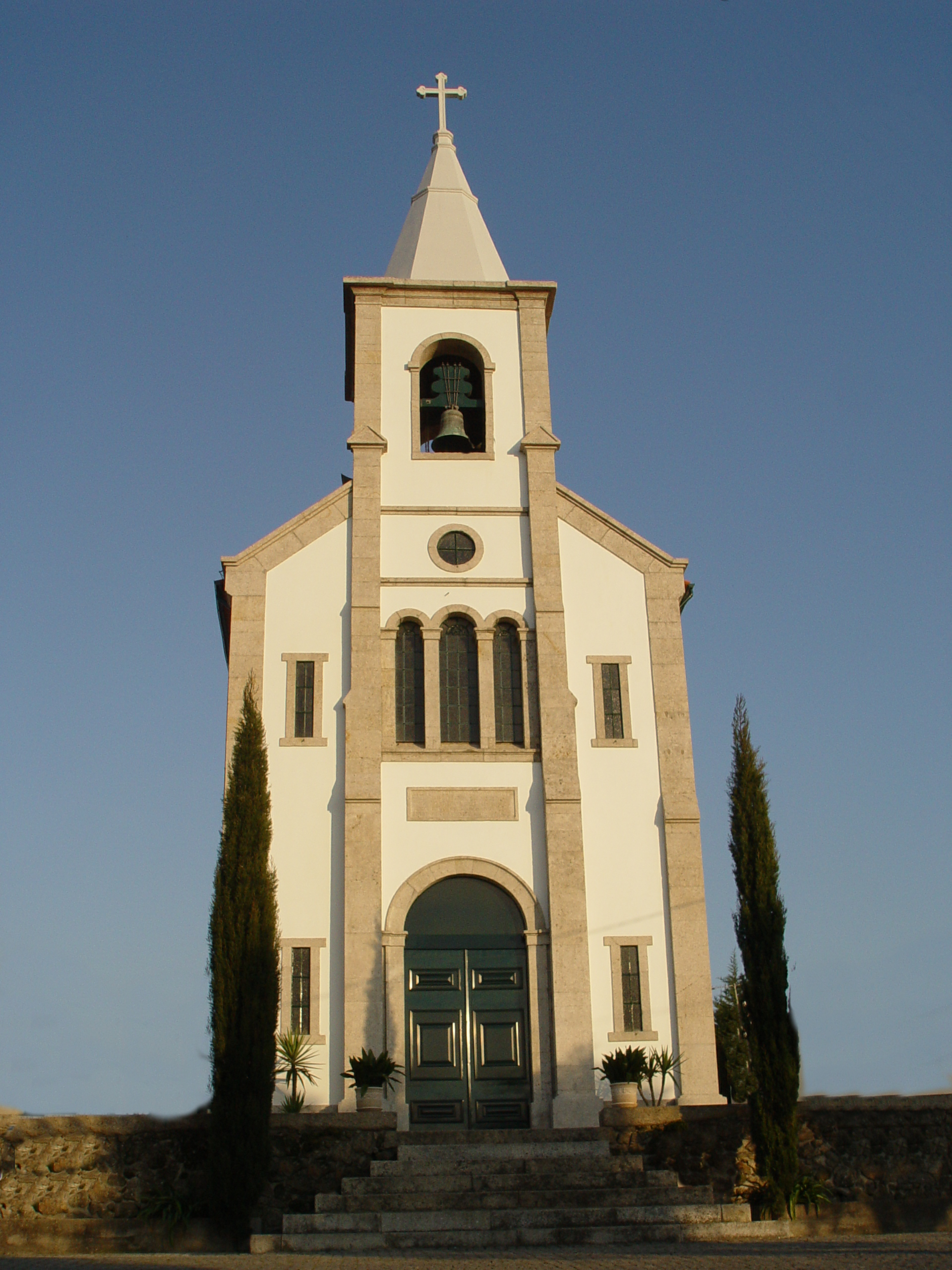
Kirche von Parada de Tibães

Parada de Tibães gehört zum Kreis Braga im gleichnamigen Distrikt Braga. Die Gemeinde hatte eine Fläche von 1,88 km² und 1244 Einwohner (Stand 30. Juni 2011).
Am 29. September 2013 wurden die Gemeinden Parada de Tibães, Merelim (São Paio) und Panoias zur neuen Gemeinde União das Freguesias de Merelim (São Paio), Panoias e Parada de Tibães zusammengeschlossen.